# Фредерік Бота
Пік Бота (Роелоф Фредерік Бота) (27 квітня 1932, Рустенбург, Республіка Трансвааль — 12 жовтня 2018, Преторія) — південноафриканський політик і дипломат, у 1977—1994 рр. Міністр закордонних справ Південно-Африканської Республіки.

## Життєпис
Після закінчення права та філософії в Преторійському університеті, в 1953 році він вступив до дипломатичної служби ПАР. Він перебував на закордонних посадах у Швеції та Німеччині. У 1963—1966 роках він представляв Південну Африку в Міжнародному суді у справах Ефіопії та Ліберії проти Південної Африки. У 1966 році він став юридичним радником Міністерства закордонних справ, завдяки чому в 1966—1974 роках представляв Південну Африку в ООН. У 1968—1970 роках був заступником міністра закордонних справ. У 1974 році йому було доручено місію посла в ООН, але через місяць після подання повноважень держава була призупинена як член. У 1975 році він став послом у Вашингтоні (США).
У 1970 році його вперше обрали до Національних зборів за списком Національної партії. Через сім років він став міністром закордонних справ. У 1986 році він шокував заявою, що в майбутньому чорний може стати президентом Південної Африки. Через два роки разом з міністром оборони Магнусом Маланом він поїхав до Браззавіля, де підписав угоду з президентом Конго Денісом Сассо-Нгессо та представниками Анголи та Куби, що припиняє військову участь Південної Африки в африканських справах. Він також оголосив про початок припинення расової дискримінації у своїй країні.
22 грудня 1988 року він підписав у Нью-Йорку тристоронню угоду, яка передбачає визнання Південною Африкою незалежності Намібії. Він був одним із найстаріших дипломатичних глав в історії. У лоні Національної партії він належав до так званої ліберальної фракції.
Після скасування апартеїду в 1994 році він був призначений міністром сировини та енергетики, а через два роки він та колишній президент де Клерек вийшли з уряду. У 1987—1996 роках був головою Національної партії в Трансваалі. У 2000 році він офіційно підтримав політику Табо Мбекі, ставши членом Африканського національного конгресу.